# 村松道男
村松 道男（むらまつ みちお、1965年（昭和40年）11月1日 - ）は、日本の実業家。小岩井乳業代表取締役社長。

## 人物・経歴
東京都出身。桐朋学園小学校、桐朋中学校・高等学校を経て、1988年一橋大学法学部卒業、キリンビール入社、神戸支社配属。独身寮の隣の部屋にはのちに小岩井乳業の前任の代表取締役社長を務めた堀口英樹がいた。阪神・淡路大震災で被災したのち、名古屋支店に異動。
2011年キリンホールディングス人事総務部人事担当主査。2013年キリンホールディングス主幹兼キリン人事総務部人事担当主幹。2016年から小岩井乳業代表取締役社長を務め、ブランド価値の向上にあたった。